# Lodovico Vedriani
Lodovico Vedriani (né en 1601 à Modène, dans l'actuelle région d'Émilie-Romagne, alors dans le duché de Modène et mort le 	
9 février 1670 dans la même ville) est un prêtre catholique et historien italien du XVIIe siècle. 

## Biographie
Les écrits de Lodovico Vedriani couvrent principalement les sujets et les annales en relation avec la province de Modène, où il vit et meurt le 9 février 1670, laissant derrière lui beaucoup de références à son contexte historique.

## Ouvrages
- Lodovico Vedriani, Raccolta de Pittori, Scultori, Et Architetti Modonesi Piu Celebri, Modena, Soliano Stampator Ducale, 1662 (lire en ligne)[2], publié en 1662.
- Vite et elogii de' cardinali Modonesi, publié en 1662
- Dottori Modonesi di teologia, filosophia, legge canonica e civile, publié en 1665
- Historia dell' antichissima città di Modona[3], publié en 1666.

## Crédit d'auteurs
- (en) Cet article est partiellement ou en totalité issu de l’article de Wikipédia en anglais intitulé « Lodovico Vedriani » (voir la liste des auteurs).